# Poliporopepsin
Poliporopepsin (EC 3.4.23.29, poliporusna aspartinska proteinaza, Irpex lacteus aspartinska proteinaza, Irpex lacteus karboksilna proteinaza B) je enzim. Ovaj enzim katalizuje sledeću hemijsku reakciju
Dolazi do zgrušavanja mleka. Enzim ima široku specifičnost, ali ne razlaže  ili  insulinskog B lanca
Ovaj enzim je prisutan in bazidiomiceti Poliporus tulipiferae .

## Literatura
- Nicholas C. Price; Lewis Stevens (1999). Fundamentals of Enzymology: The Cell and Molecular Biology of Catalytic Proteins (Third изд.). USA: Oxford University Press. ISBN 019850229X.
- Eric J. Toone (2006). Advances in Enzymology and Related Areas of Molecular Biology, Protein Evolution (Volume 75 изд.). Wiley-Interscience. ISBN 0471205036.
- Branden C; Tooze J. Introduction to Protein Structure. New York, NY: Garland Publishing. ISBN 0-8153-2305-0.
- Irwin H. Segel. Enzyme Kinetics: Behavior and Analysis of Rapid Equilibrium and Steady-State Enzyme Systems (Book 44 изд.). Wiley Classics Library. ISBN 0471303097.

## Spoljašnje veze
- Polyporopepsin на 